# Мястечко-Краєнське
Мястечко-Краєнське (пол. Miasteczko Krajeńskie, нім. Friedheim) — місто в Польщі, у гміні Мястечко-Краєнське Пільського повіту Великопольського воєводства.
Населення — 1152 особи (2011).
1 січня 2023 року набуло статусу міста.
У 1975-1998 роках село належало до Пільського воєводства.

## Демографія
Демографічна структура станом на 31 березня 2011 року:
|          | Загалом | Допрацездатний вік | Працездатний вік | Постпрацездатний вік |
| -------- | ------- | ------------------ | ---------------- | -------------------- |
| Чоловіки | 570     | 122                | 396              | 52                   |
| Жінки    | 582     | 101                | 356              | 125                  |
| Разом    | 1152    | 223                | 752              | 177                  |